# Fivelandia 4
Fivelandia 4 è il sesto album di Cristina D'Avena, pubblicato da Five Record Srl e distribuito da C.G.D. Messaggerie Musicali SpA, nel 1986.

## Descrizione
L'album è il quarto capitolo della collana Fivelandia e contiene le sigle dei cartoni animati andati in onda sulle reti Mediaset nel periodo intorno alla pubblicazione e le sigle dell'edizione 1986/87 dei due programmi contenitori Bim Bum Bam e Ciao Ciao. Esso è stato originariamente pubblicato in musicassetta e vinile; nel 2006 è stato pubblicato per la prima volta in CD, prima in versione doppia e successivamente singola.
Tutti i brani presenti nell'album sono stati precedentemente pubblicati su 45 giri e sono inediti su 33 giri.
La copertina dell'album ospita Uan, Four e Five mentre tengono dei palloncini all'interno dei quali sono presenti alcuni dei cartoni animati delle sigle contenute nell'album.

## Tracce
- LP: FM 13568
- MC: 50 FM 13568

Lato A
Testi di Alessandra Valeri Manera; edizioni musicali Canale 5 Music.
1. Love Me Licia – 2:47 (musica: Giordano Bruno Martelli)
2. Mila e Shiro - Due cuori nella pallavolo – 2:58 (musica: Carmelo Carucci)
3. Magica, magica Emi – 3:15 (musica: Giordano Bruno Martelli)
4. Il mago di Oz – 3:10 (musica: Carmelo Carucci)
5. Noi Snorky incontrerai – 2:59 (musica: Giordano Bruno Martelli; edizioni musicali Sepp, Anihanbar Music Co)
6. Tutti insieme noi guardiam Bim Bum Bam – 3:17 (musica: Augusto Martelli)
7. Holly e Benji due fuoriclasse – 2:59 (testo: Alessandra Valeri Manera, Nicola Gianni Muratori – musica: Augusto Martelli)

Lato B
Testi di Alessandra Valeri Manera; edizioni musicali Canale 5 Music.
1. David Gnomo amico mio – 3:19 (musica: Carmelo Carucci)
2. Puffa di qua, puffa di là – 2:16 (musica: Giordano Bruno Martelli; edizioni musicali Sepp, Anihanbar Music Co)
3. Memole dolce Memole – 3:10 (musica: Giordano Bruno Martelli)
4. Lovely Sara – 3:11 (musica: Giordano Bruno Martelli)
5. Alla scoperta di Babbo Natale – 3:14 (musica: Carmelo Carucci)
6. Four e Giorgia Ciao Ciao – 3:19 (musica: Augusto Martelli)
7. Muppet Babies – 2:23 (testo: Alessandra Valeri Manera[3], Hank Saroyan[4] – musica: Robert J. Walsh; edizioni musicali Muppet Music/Nice Noise Music, Inc)

### Interpreti
- Cristina D'Avena – Lato A e B n. 1-2-3-4-5
- Paolo Bonolis – Lato A n. 6
- Manuela Blanchard – Lato A n. 6
- Giancarlo Muratori[5] – Lato A n. 6
- Paolo Picutti – Lato A n. 7
- Giorgia Passeri – Lato B n. 6
- Pietro Ubaldi[6] – Lato B n. 6
- I Muppet e Mary – Lato B n. 7

Il gruppo I Muppet e Mary è formato da Antonello Governale, Enrico Maggi, Lisa Mazzotti, Giorgio Melazzi, Graziella Porta, Fabio Tarascio, Pietro Ubaldi.

## Produzione
- Alessandra Valeri Manera – Produzione discografica e direzione discografica

## Classifica
L'album arrivò a toccare la posizione numero 16 della classifica settimanale e risultò il 76° nella classifica annuale.

## Differenze con la ristampa

### Fivelandia 3 & 4
Fivelandia 3 & 4 è un album di Cristina D'Avena, pubblicato da RTI S.p.A. e distribuito da Edel, il 28 aprile. La copertina dell'album, riprende in un formato più piccolo le copertine degli album originali.

### Fivelandia 4
Fivelandia 4 è un album di Cristina D'Avena, pubblicato da RTI Music e distribuito da Edel, il 23 giugno. La copertina dell'album, riprende in un formato più piccolo la copertina dell'album originale.

#### Tracce
- CD: 0172102ERE

Testi di Alessandra Valeri Manera; edizioni musicali RTI S.p.A. tranne Muppet Babies.
1. Love Me Licia – 2:47 (musica: Giordano Bruno Martelli)
2. Mila e Shiro - Due cuori nella pallavolo – 2:55 (musica: Carmelo Carucci)
3. Magica, magica Emi – 3:16 (musica: Giordano Bruno Martelli)
4. Il mago di Oz – 3:11 (musica: Carmelo Carucci)
5. Noi Snorky incontrerai – 3:01 (musica: Giordano Bruno Martelli)
6. Tutti insieme noi guardiam Bim Bum Bam – 3:17 (musica: Augusto Martelli)
7. Holly e Benji due fuoriclasse – 2:59 (testo: Nicola Gianni Muratori – musica: Augusto Martelli)
8. David Gnomo amico mio – 3:19 (musica: Carmelo Carucci)
9. Puffa di qua, puffa di là – 2:14 (musica: Giordano Bruno Martelli)
10. Memole dolce Memole – 3:09 (musica: Giordano Bruno Martelli)
11. Lovely Sara – 3:11 (musica: Giordano Bruno Martelli)
12. Alla scoperta di Babbo Natale – 3:14 (musica: Carmelo Carucci)
13. Four e Giorgia Ciao Ciao – 3:19 (musica: Augusto Martelli)
14. Muppet Babies – 2:23 (testo: Alessandra Valeri Manera[3], Hank Saroyan[4] – musica: Robert J. Walsh; edizioni musicali Muppet Music/Nice Noise Music, Inc)

#### Produzione
- Paolo Paltrinieri – Produzione discografica
- Marina Arena – Coordinamento
- Michele Muti – Coordinamento
- Direzione Creativa e Coordinamento Immagine Mediaset – Grafica
- Enrico Fabris – Fonico

### Fivelandia Reloaded - Volume 4
A cominciare da dicembre 2018, RTI Music ha iniziato a pubblicare delle versioni ridotte degli album originali. Per quanto riguarda il volume 4, delle 14 tracce presenti nella ristampa, ne sono state pubblicate solo 12. La copertina dell'album è molto simile a quella della ristampa su CD con la differenza che viene aggiunta la scritta Reloaded, i loghi di Five e Uan e il colore di sfondo è giallo.

#### Tracce
Testi di Alessandra Valeri Manera; edizioni musicali RTI S.p.A. tranne Muppet Babies.
1. Love Me Licia – 2:47 (musica: Giordano Bruno Martelli)
2. Mila e Shiro - Due cuori nella pallavolo – 2:55 (musica: Carmelo Carucci)
3. Magica, magica Emi – 3:16 (musica: Giordano Bruno Martelli)
4. Il mago di Oz – 3:11 (musica: Carmelo Carucci)
5. Tutti insieme noi guardiam Bim Bum Bam – 3:17 (musica: Augusto Martelli)
6. Holly e Benji due fuoriclasse – 2:59 (testo: Nicola Gianni Muratori – musica: Augusto Martelli)
7. David Gnomo amico mio – 3:19 (musica: Carmelo Carucci)
8. Memole dolce Memole – 3:09 (musica: Giordano Bruno Martelli)
9. Lovely Sara – 3:11 (musica: Giordano Bruno Martelli)
10. Alla scoperta di Babbo Natale – 3:14 (musica: Carmelo Carucci)
11. Four e Giorgia Ciao Ciao – 3:19 (musica: Augusto Martelli)
12. Muppet Babies – 2:23 (testo: Alessandra Valeri Manera[3], Hank Saroyan[4] – musica: Robert J. Walsh; edizioni musicali Muppet Music/Nice Noise Music, Inc)